# Markus Gier
Markus Gier, né le 1er janvier 1970 à Saint-Gall, est un rameur suisse. Il est notamment champion olympique dans la catégorie deux de couple poids légers en 1996.

## Biographie
Markus obtient une médaille d'argent aux Championnats du monde de 1989 en quatre de couple poids légers. Il participe ensuite dans la catégorie deux de couple poids légers avec son frère Michael Gier. Aux Championnats du monde, ils sont médaillés de bronze en 1992, d'argent en 1993, de bronze en 1994, d'or en 1995 et de bronze en 1998. Ils participent également aux Jeux olympiques : ils sont champions olympiques en 1996 et cinquièmes en 2000.